# Бруклин Грей
Бруклин Грей (англ. Brooklyn Gray; род. 15 марта 1999, Майами, Флорида) — американская порноактриса и эротическая фотомодель.

## Биография
Снималась для таких студий, как Evil Angel, Tushy, Hustler Video, Deeper, 3rd Degree, Jules Jordan Video, New Sensations, Girlfriends Films, Swallowed, Zero Tolerance, Reality Kings, Twistys, Brazzers и Naughty America.

## Награды и номинации
| Год  | Награда    | Результат | Категория                     | Фильм                    |
| ---- | ---------- | --------- | ----------------------------- | ------------------------ |
| 2020 | AVN Awards | Номинация | Лучшая сцена триолизма        | Drive                    |
| 2020 | AVN Awards | Номинация | Fan Award: Hottest Newcomer   | н/д                      |
| 2020 | XBIZ Award | Номинация | Лучшая новая старлетка        | н/д                      |
| 2020 | XBIZ Award | Номинация | Лучшая сцена секса — виньетка | Tell Me                  |
| 2021 | AVN Awards | Номинация | Лучшая новая старлетка        | н/д                      |
| 2021 | AVN Awards | Номинация | Лучшая блоубэнг-сцена         | Tell Me                  |
| 2021 | AVN Awards | Номинация | Лучшая анальная сцена         | Dance for Me             |
| 2021 | AVN Awards | Номинация | Лучшая лесбийская сцена       | Secret Lesbian Diaries 9 |
| 2021 | XBIZ Award | Победа    | Лучшая сцена секса — виньетка | Lewd                     |
| 2021 | XBIZ Award | Номинация | Лучшая сцена секса — виньетка | It’s Complicated         |